# Quintonil
Quintonil es un restaurante de cocina mexicana contemporánea en Polanco, Miguel Hidalgo, Ciudad de México. Es propiedad del matrimonio Jorge Vallejo y Alejandra Flores. Quintonil comenzó como un restaurante de menú diario y progresó hasta convertirse en restaurante de alta cocina . El restaurante se centra en hierbas y verduras que no son habituales en los platos. Tiene opciones a la carta y un menú degustación de nueve platos.
La revista británica Restaurant clasifica continuamente a Quintonil en su lista de The World's 50 Best Restaurants desde 2016. Quintonil obtuvo dos Estrellas Michelin en 2024 en la primera Guía Michelin que abarca restaurantes de México, convirtiéndose en la calificación más alta del país, empatando con Pujol, también en Polanco.

## Descripción
Quintonil ofrece tanto a la carta y un menú degustación de nueve platos que cambia según la temporada; los comensales pueden pagar una tarifa adicional por maridaje de vinos. Las frutas y verduras son traídas desde Milpa Alta y Xochimilco, en la Ciudad de México, y los estados vecinos de Hidalgo y Estado de México. La carne de cerdo se importa de Michoacán y Yucatán; carne vacuna de Durango, y pescado de Baja California.
Los platos incluyen ingredientes comunes como frijoles, calabazas, varios chiles y champiñones, así como componentes no convencionales como quintonil o «variedades tradicionales de vegetales y hierbas», como las describe Afar; hay algunos platos con carne de res. Desde su inauguración se sirven platos como huauzontles y mole de chilacayote. En el menú también se encuentra una variación del Mole Madre que se vende en Pujol. La carta de vinos es principalmente europea, con variantes mexicanas, además de bebidas mexicanas como el mezcal. El restaurante también contaba con un Festival de Entomofagia, donde los insectos eran el plato principal.

El restaurante tiene espacio para 42 personas; no existe un código de vestimenta obligatorio, pero es común ver ropa informal de negocios y se requieren reservaciones.

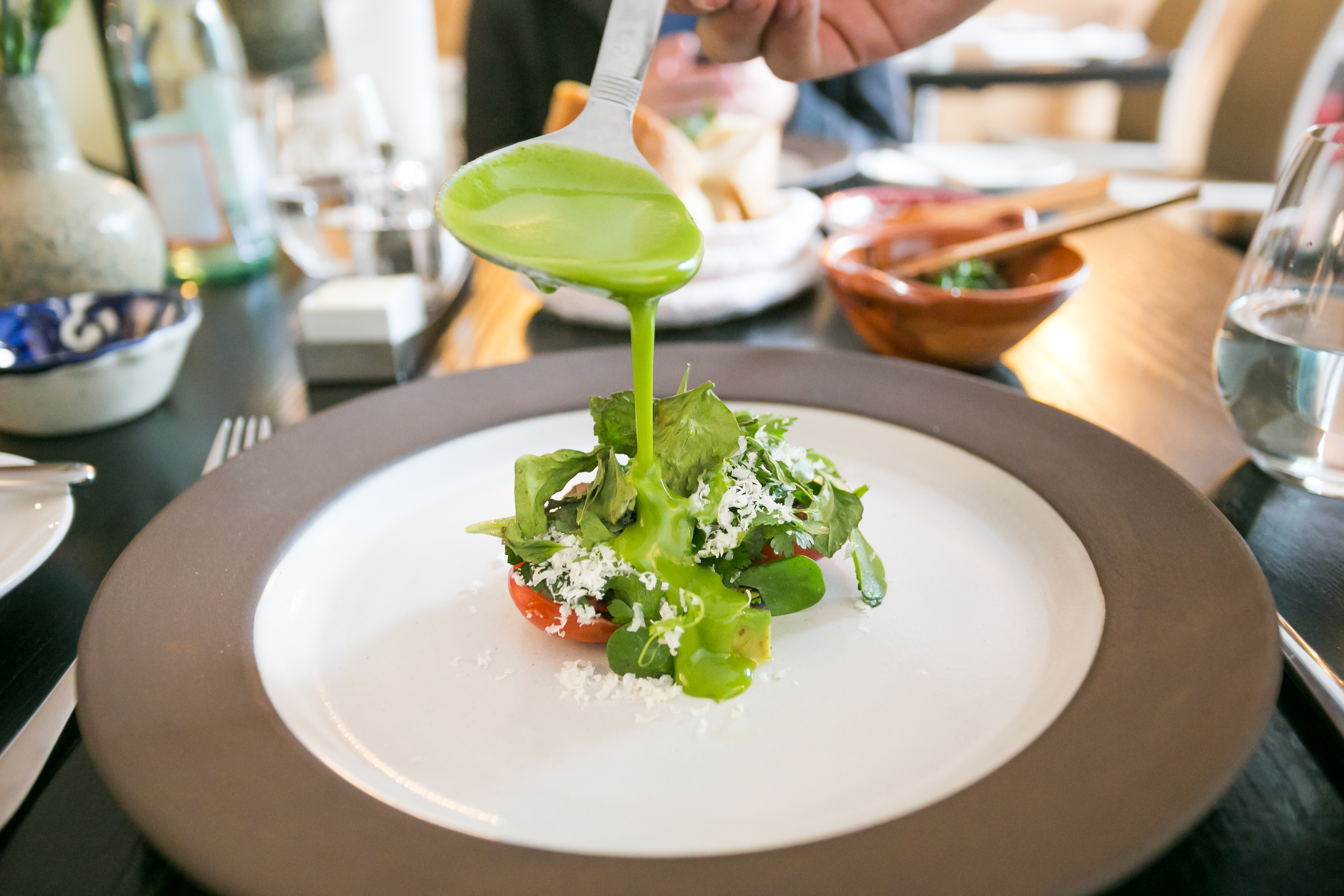
Ensalada de hierbas mexicanas ligeramente tostadas con queso Cotija y tomates asados
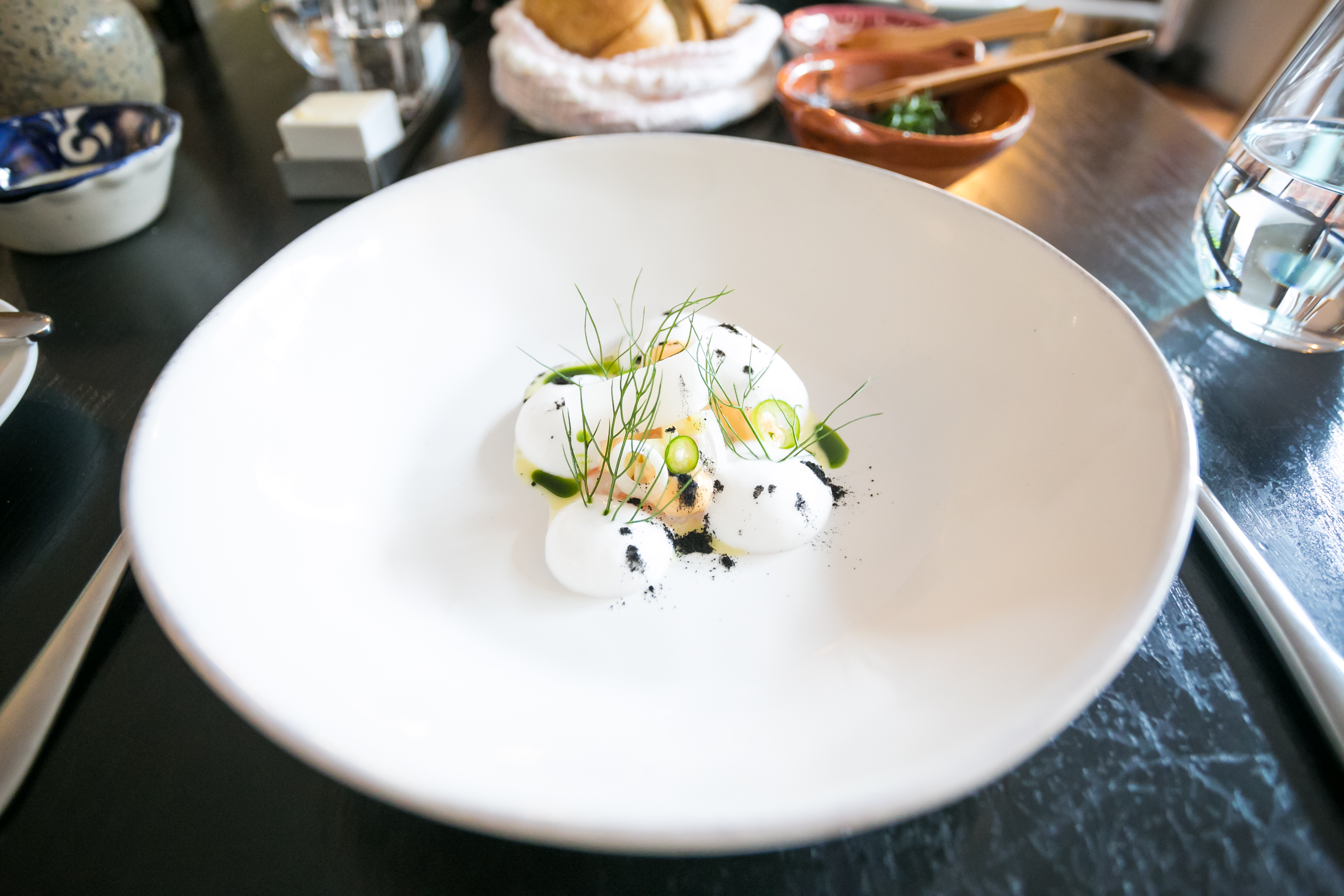
Cóctel de camarones con coco y guayaba
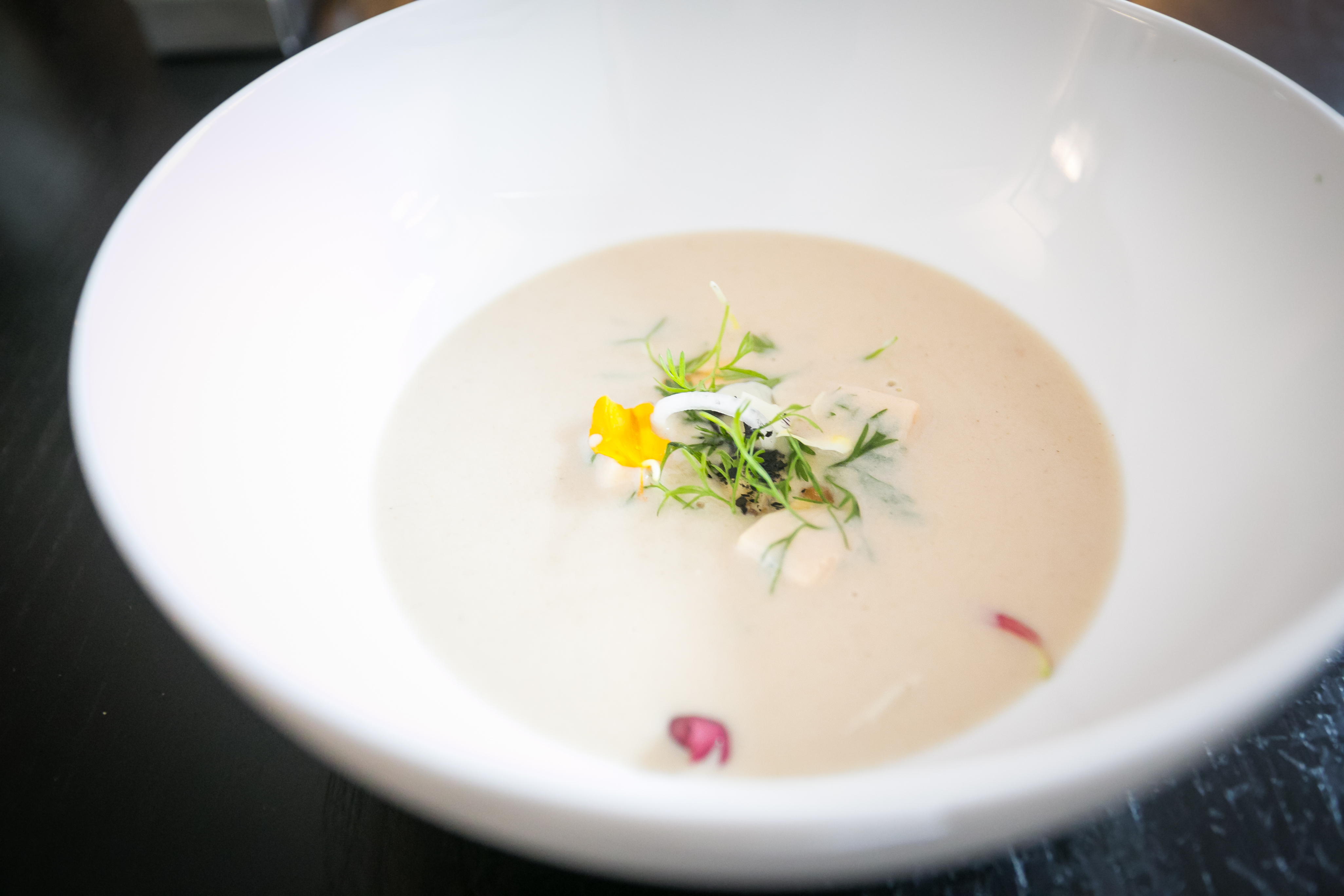
Sopa de queso Oaxaca, panceta de cerdo frita y plátano macho
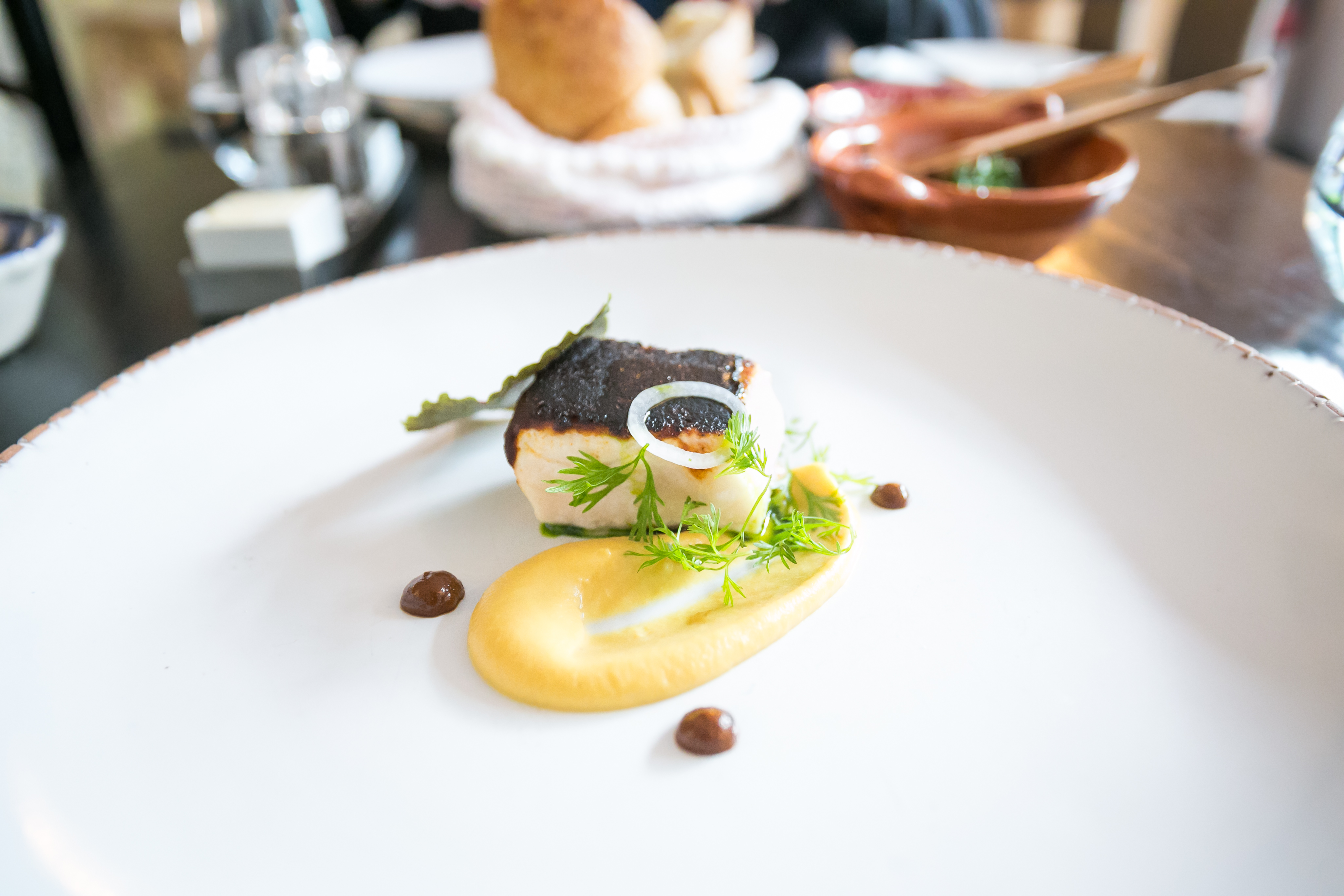
Captura del dato con chile chipotle quemado, puré de calabaza y piña, con cilantro
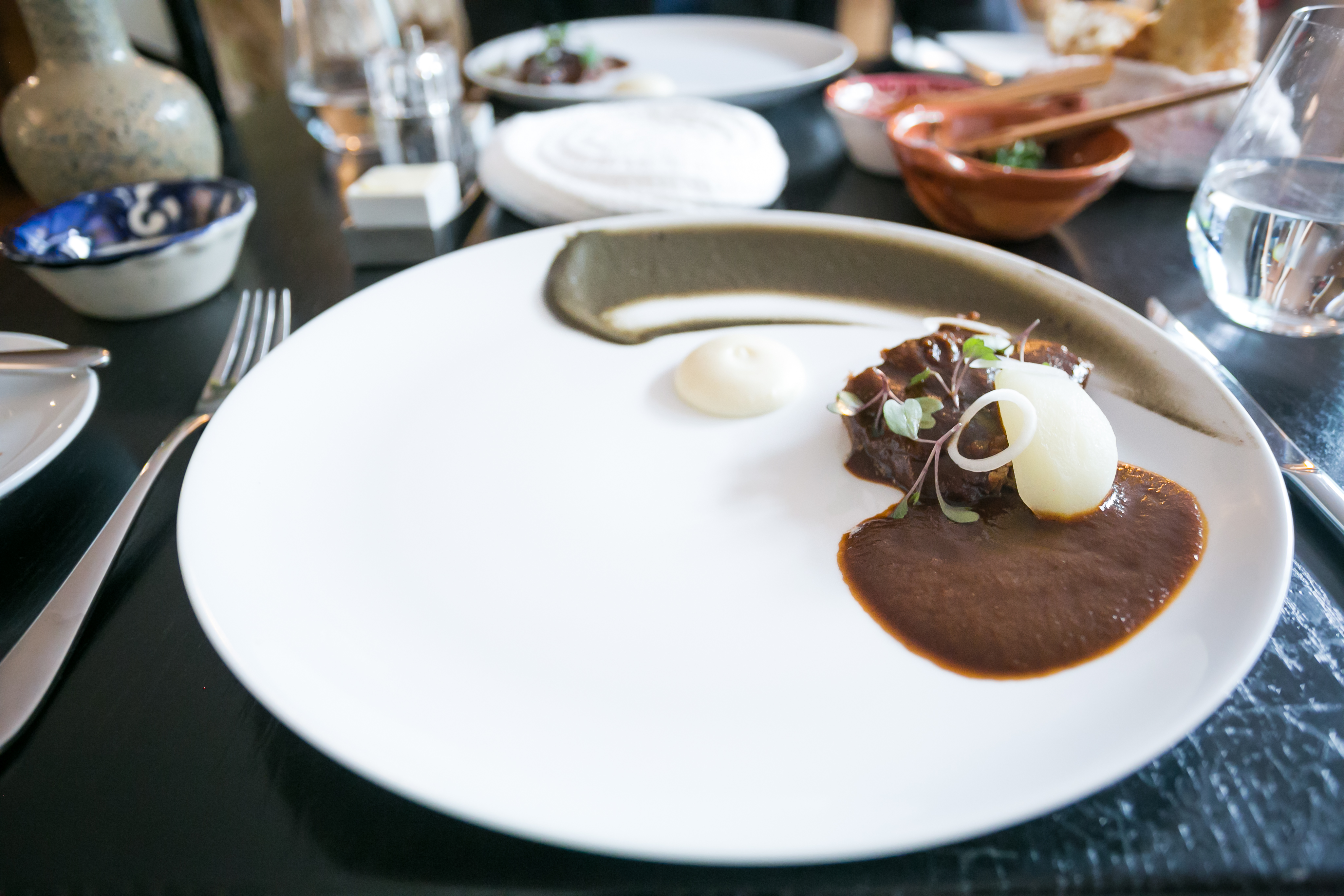
Pecho de res wagyū estofada y pulque, demi-glace de maiz y chile seco
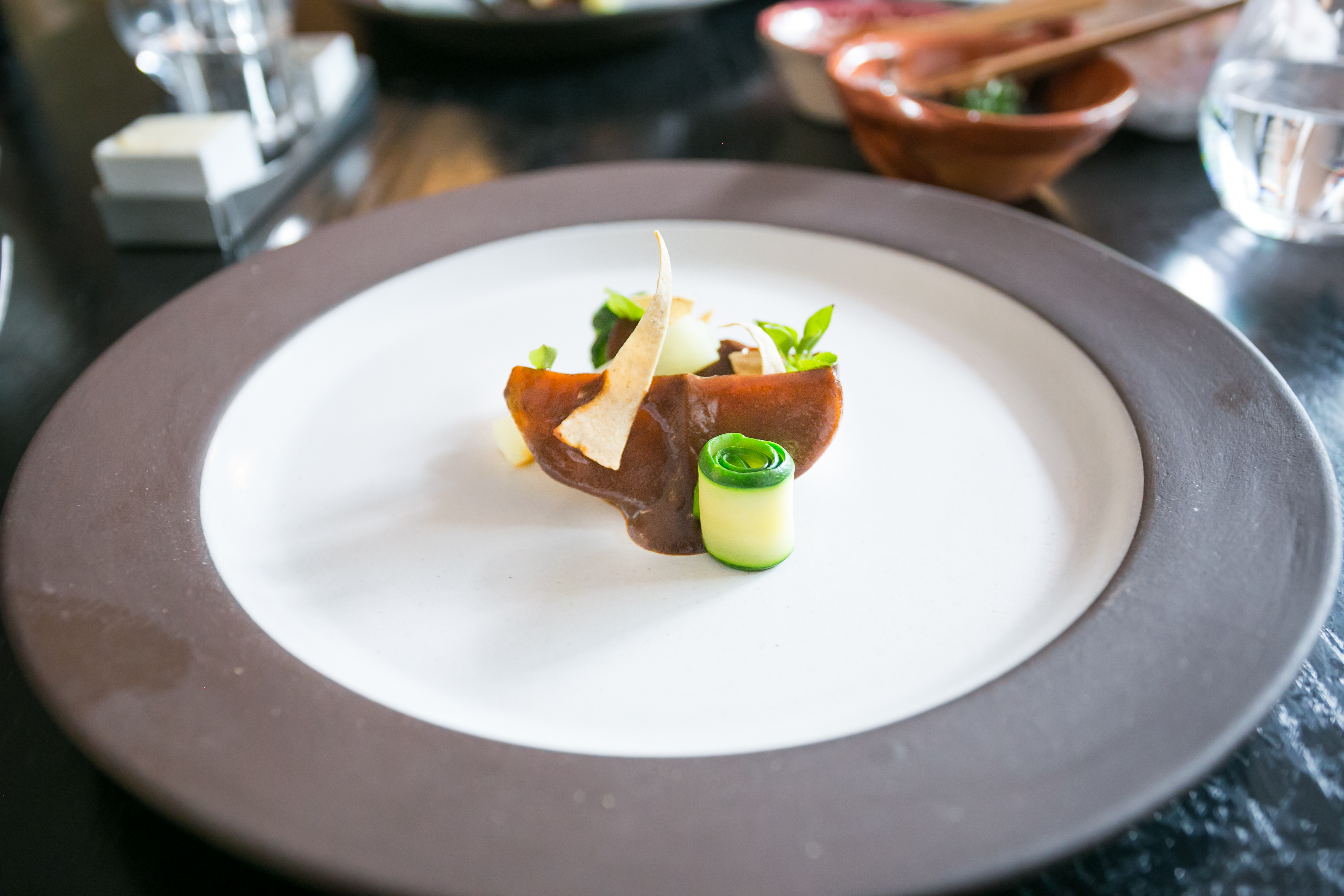
Mole chilacayote con tortilla caramelizada y brotes de albahaca
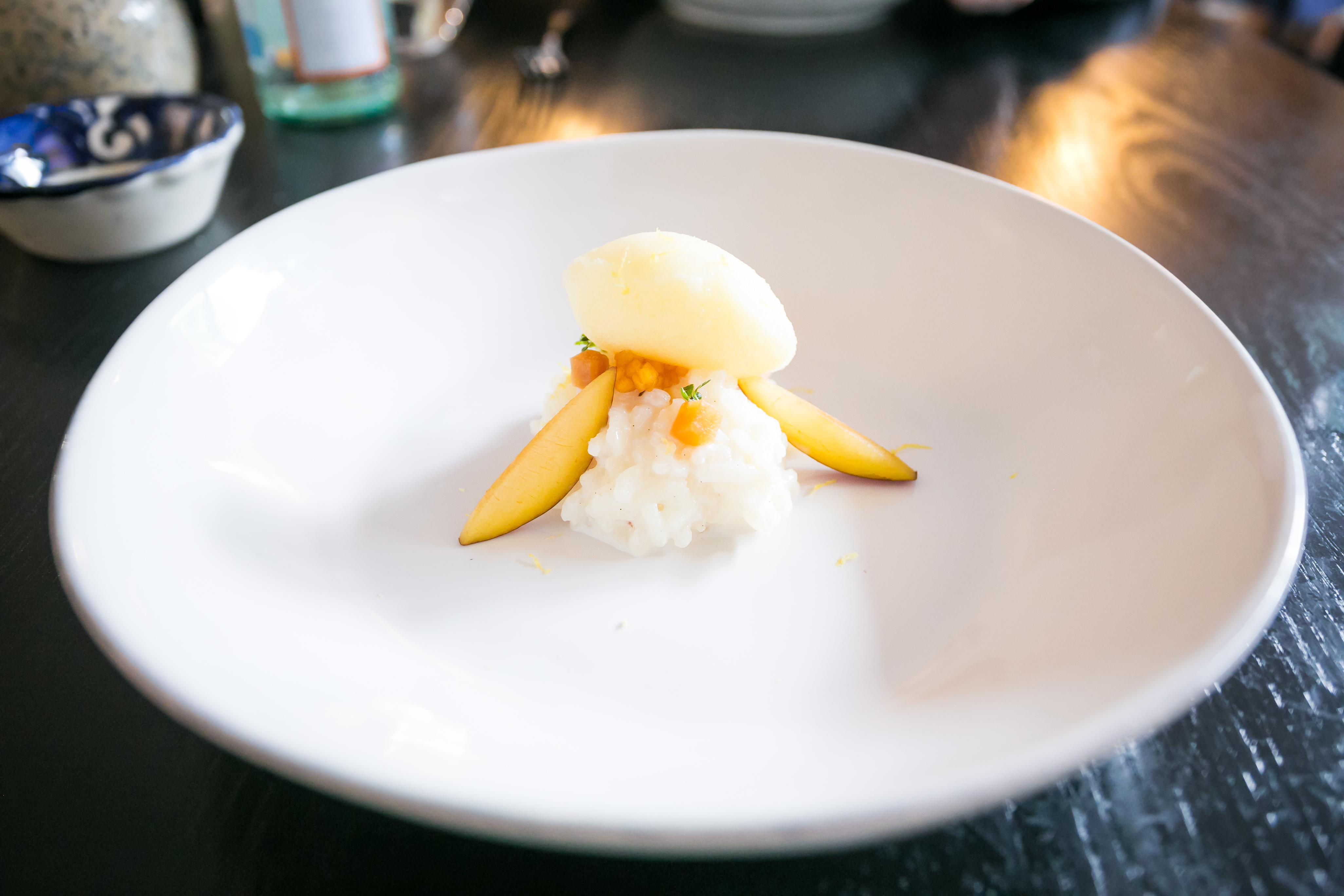
Arroz con leche de vainilla, ciruelas de temporada, sorbete de naranja y tomillo
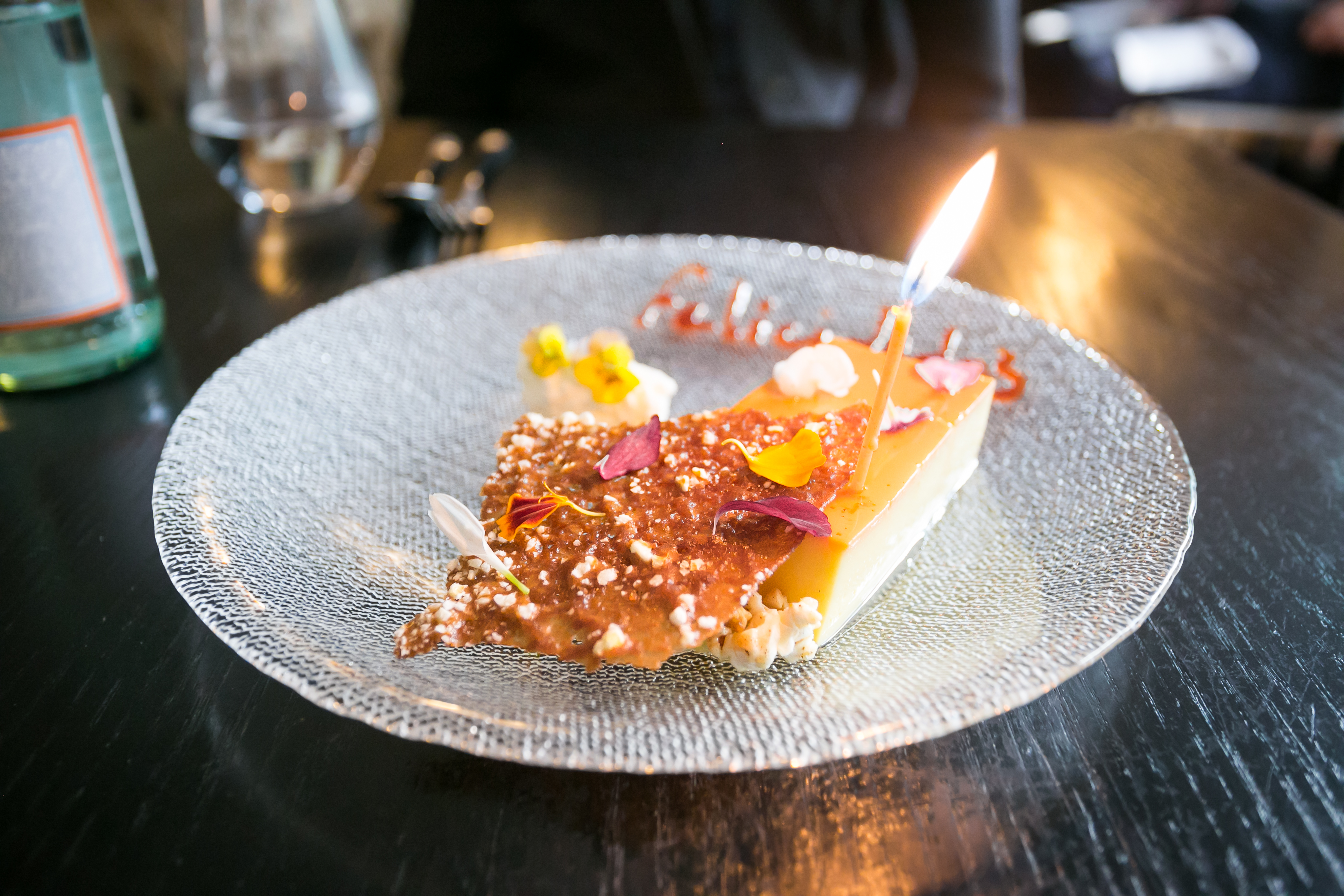
Flan
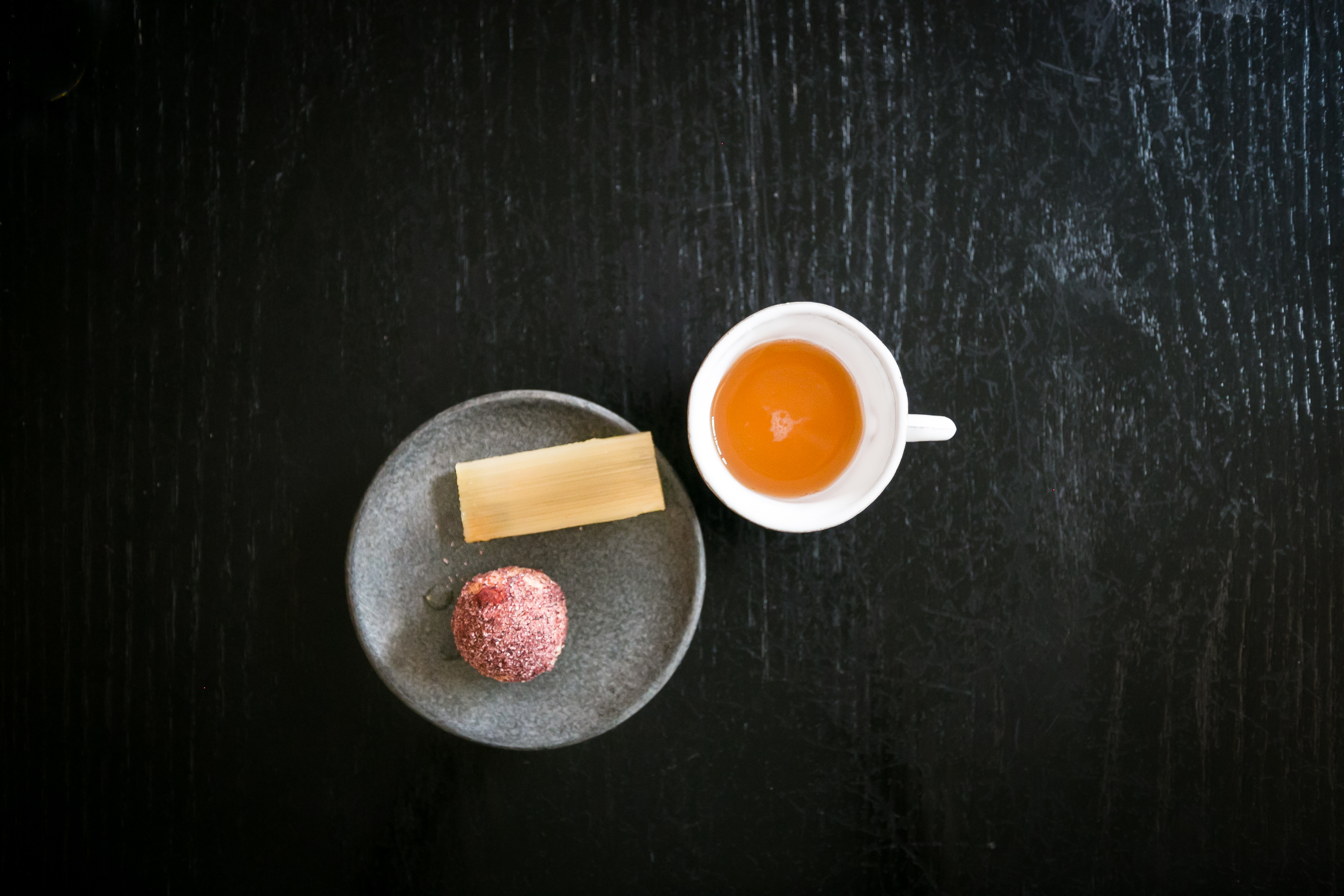
Ponche de guayaba con canela, pan con azúcar jamaica y naranja cristalizada, con caña de azúcar
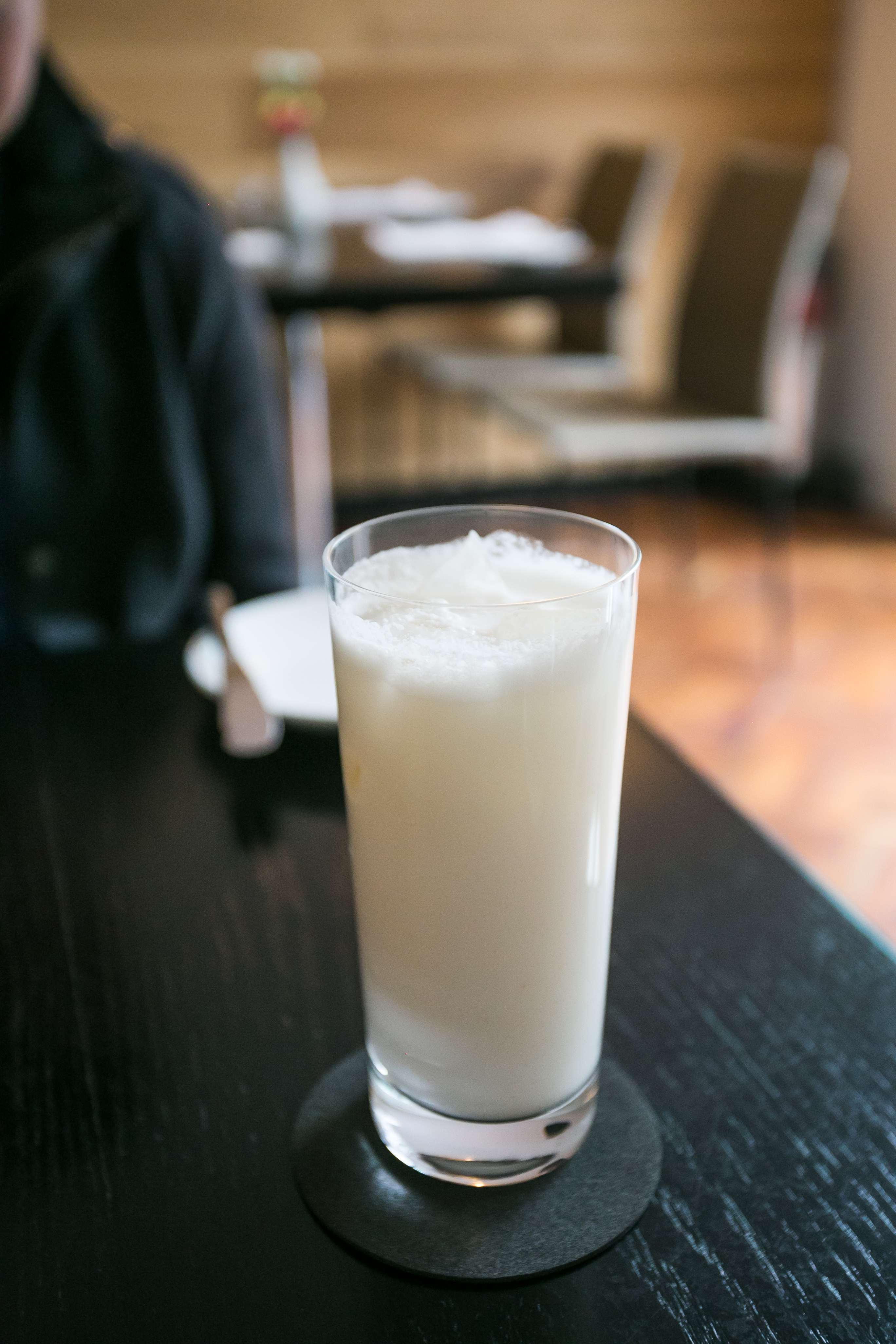
Bebida de coco

## Historia
Jorge Vallejo abandonó la secundaria y estudió gastronomía en el Centro Culinario Ambrosía. Se formó en el restaurante Noma, en Copenhague, Dinamarca.: 2:00–2:15  Conoció a la gerente Alejandra Flores mientras ambos trabajaban en Pujol en 2009, un restaurante en Polanco, Miguel Hidalgo, Ciudad de México, y se convirtieron en pareja. Dejaron Pujol en 2011 y optaron por abrir un restaurante con un «concepto familiar» en el que, según ellos, los comensales son recibidos en sus casas como amigos; incluso vivieron en el segundo piso de ese restaurante durante cinco años.
Lo llamaron Quintonil, una especie de amaranto, y abrió en Polanco el 9 de marzo de 2012 con un presupuesto limitado tras obtener un préstamo. Tiene suelos de piedra volcánica y paredes de madera y espejos. Inicialmente era un restaurante con menú del día más económico. opciones, pero poco a poco se transformó en un negocio de alta cocina.: 19:30–22:00 
Para el décimo aniversario de Quintonil en 2022, Vallejo y Flores invitaron a chefs internacionales, como Dominique Crenn y Julien Royer, a contribuir a los menús con sus reimaginaciones de las recetas de Quintonil.

## Recepción y reconocimiento
Tiffany Yannetta recomendó el menú degustación de The Infatuation, calificándolo de entretenido y destacando el Festival de Entomofagia, y sugirió probar los experimentos del restaurante como el atún rojo con wasabi en polvo congelado. Adrián Duchateau escribió para Afar que Quintonil toma pocas verduras y hierbas «como parte del programa de alimentación progresivo y sostenible que tan elegantemente defiende». Scarlett Lindeman dijo que representaba una nueva ola del movimiento de la cocina mexicana y que es un «lugar para impresionar que no es Pujol».
Un redactor de Bon Appétit sugirió probar tantos platos como sea posible porque Quintonil los presenta de manera única, incluso si el comensal ya los conoce. Leslie Yeh de Lifestyle Asia elogió el estilo de cocina, los ingredientes y el ambiente del restaurante. En su selección de los veintitrés mejores restaurantes de la Ciudad de México, Time Out colocó a Quintonil en el puesto número nueve.

### Premios
Restaurant ha clasificado a Quintonil en sus listas de The World's 50 Best Restaurants varias veces: en el número 7 (2024), 9 (2022 y 2023), 11 (2018), 12 (2016), 22 (2017), 24 (2019), y 27 (2021). En 2020 no hubo lista debido al impacto de la pandemia de COVID-19 en la industria alimentaria. Para la edición de 2023, Restaurant agregó: «Quintonil es el escenario de la vanguardista cocina mexicana del chef Jorge Vallejo y de la notable hospitalidad de su esposa Alejandra Flores. Centrado en productos locales frescos y [sabores] y técnicas tradicionales mexicanos entrelazados en preparaciones modernas, se está convirtiendo rápidamente en un clásico».
La Guía Michelin debutó en 2024 en México. Premió a 18 restaurantes con Estrellas Michelin. Quintonil y Pujol recibieron dos estrellas cada uno, lo que significa «excelente cocina, vale la pena una parada», y empataron con el mayor número de estrellas recibidas en el país. La guía añade que «la cocina elegante es una tentadora combinación de excelente producto local, una ejecución impresionante y una gran creatividad para producir composiciones refinadas».